# Jakuchō Setouchi
Jakuchō Setouchi (瀬戸内 寂聴, Setouchi Jakuchō), née à Tokushima le 15 mai 1922 et morte le 9 novembre 2021 à Kyoto, est une nonne bouddhiste, une activiste et une écrivaine japonaise. Son ancien nom est Harumi Setouchi (瀬戸内 晴美, Setouchi Harumi).
Elle est célèbre notamment pour sa traduction en japonais moderne du Dit du Genji en dix volumes, publiée en 1998 qui s'est vendue à plus de deux millions d'exemplaires.

## Biographie
Elle est née en 1922 à Tokushima. Elle étudie la littérature japonaise à la Tokyo Woman's Christian University (« université chrétienne des jeunes filles de Tokyo », un centre de formation protestant de Tokyo ).
En 1942, à 20 ans, alors qu'elle est encore étudiante, Jakuchō Setouchi se marie avec un enseignant, qu'elle suit à Pékin, où il enseigne.
Elle revient au Japon en 1946, après la défaite de ce pays et la fin de la Seconde Guerre mondiale. Après un divorce en 1950, elle commence sa carrière littéraire.

### Carrière littéraire
Sa première œuvre, Kashin, est critiquée pour pornographie (elle raconte la déchéance d'une femme qui a abandonné mari et enfant par amour) ; elle-même l'est comme « romancière pornographique » mais l'autrice obtient une certaine reconnaissance en tant qu'écrivaine en 1963 avec La Fin de l'été, où elle raconte l'histoire d'un ménage à trois avec un étudiant.
Grande voix littéraire japonaise de la seconde moitié du XXe siècle et pionnière féministe, elle s'est engagée notamment dans le combat pour la liberté des femmes, contre le nucléaire et pour la paix, des positions parfois controversées dans un pays très conservateur.
« Cette grande dame au destin exceptionnel laisse une œuvre foisonnante, riche de centaines de livres – dont un seul traduit en français à ce jour. »

### Entrée en religion
En 1973, poussée par un sentiment de vide ainsi que par les suicides de proches – Yukio Mishima et Yasunari Kawabata –, elle prend le nom de Jakuchō en prononçant ses vœux bouddhistes. Elle entre alors au temple Chūson-ji à Hiraizumi, dans la préfecture d'Iwate, sous la direction de Tōkō Kon.

### Mort
Elle meurt le 9 novembre 2021, à Kyoto, à l’âge de 99 ans.

## Prix
Jakuchō Setouchi reçoit le prix Tanizaki en 1992 pour Hana ni toe (litt. Demande aux Fleurs) et l'ordre de la Culture en 2006.

## Liste des œuvres traduites en français
- 1963 : La Fin de l'été (夏の終り), roman traduit par Jean-François Gény, Éditions Philippe Picquier, 1999 ; Picquier poche, 2005.
- 1972 : Deux plus un (Futari to hitori), dans Amours - Anthologie de nouvelles japonaises contemporaines Tome 3, nouvelle traduite par Jean-Jacques Tschudin, Éditions du Rocher, 2008.